# Élection présidentielle costaricienne de 2014
L'élection présidentielle costaricienne de 2014 se tient le 2 février 2014, le même jour que les élections législatives, et le 6 avril 2014 pour le second tour.
Sur une population de 4 636 348, les inscrits sont 3 051 386.
Au second tour, Luis Guillermo Solís est élu avec 77 % des voix.

## Contexte
La droite est au pouvoir depuis 2006 avec le Parti de la libération nationale (PLN) et précédemment avec le Parti unité sociale-chrétienne (PUSC) ou les autres partis de droite depuis plus de cinquante ans.

### Candidats
Le président est élu avec ses deux vice-présidents à la tête de l'État.
| Parti                                                           | Candidat à la présidentielle | Candidats à la vice-présidence                               |
| --------------------------------------------------------------- | ---------------------------- | ------------------------------------------------------------ |
| Parti pour l'accessibilité sans exclusion (es) (PASE)           | Óscar Andrés López Arias     | Zulema Villalta Bolaños et Marvin Alberto Marín Zúñiga       |
| Parti d'action citoyenne (PAC) - Alliance patriotique (es) (AP) | Luis Guillermo Solís         | Helio Fallas Venegas et Ana Helena Chacón Echeverría         |
| Parti pour le progrès national (es) (PAN)                       | José Manuel Echandi Meza     | Carmen Lidia Pérez Ramírez et Gabriel Zamora Márquez         |
| Front large (FA)                                                | José María Villalta          | Dagmar Facio Fernández et Walter Antillón Montealegre,       |
| Parti de l'intégration nationale (PIN)                          | Walter Muñoz Céspedes        | Vivian González Trejos et Rodrigo Arguedas Cortés            |
| Parti de la libération nationale (PLN)                          | Johnny Araya Monge           | Jorge Pattoni Sáenz et Silvia Lara Povedano                  |
| Mouvement libertarien (ML)                                      | Otto Guevara                 | Thelmo Vargas Madrigal et Abril Gordienko López              |
| Parti nouvelle génération (es) (PNG)                            | Sergio Mena Díaz             | Luz Mary Alpízar Loaiza et Carlos Moreno Bustos              |
| Parti nouvelle patrie (es) (PPN)                                | José Miguel Corrales Bolaños | Lisbeth Quesada Tristán et Óscar Aguilar Bulgarelli          |
| Rénovation costaricienne (es) (PRC)                             | Justo Orozco Álvarez         | Ana Dinorah Rodríguez Rojas et Rafael Ángel Matamoros Mesén, |
| Restauration nationale (RN)                                     | Carlos Luis Avendaño Calvo   | Rose Mary Zúñiga Ramírez et Pablo Josué Chaves Illanes       |
| Parti des travailleurs (es) (PT)                                | Héctor Monestel Herrera      | Jessica Barquero Barrantes et Greivis González López         |
| Parti unité sociale-chrétienne (PUSC)                           | Rodolfo Piza Rocafort        | Carlos Araya Guillén et Patricia Vega Herrera                |

## Résultats
Luis Guillermo Solís, candidat du centre gauche, s'est imposé sans surprise au second tour de l'élection, son adversaire ayant renoncé à mener campagne un mois auparavant. Après le dépouillement de près de 78 % des voix, le représentant d'Action citoyenne était crédité des 77,69 % des suffrages, a annoncé la commission.
| Candidats                | Candidats                    | Partis                                    | Premier tour | Premier tour | Second tour | Second tour |
| Candidats                | Candidats                    | Partis                                    | Voix         | %            | Voix        | %           |
| ------------------------ | ---------------------------- | ----------------------------------------- | ------------ | ------------ | ----------- | ----------- |
|                          | Luis Guillermo Solís         | Parti d'action citoyenne (PAC)            | 629 866      | 30,64        | 1 338 321   | 77,77       |
|                          | Johnny Araya Monge           | Parti de la libération nationale (PLN)    | 610 634      | 29,71        | 382 600     | 22,23       |
|                          | José María Villalta          | Front large (FA)                          | 354 479      | 17,25        |             |             |
|                          | Otto Guevara                 | Mouvement libertarien (ML)                | 233 064      | 11,34        |             |             |
|                          | Rodolfo Piza Rocafort        | Parti unité sociale-chrétienne (PUSC)     | 123 653      | 6,02         |             |             |
|                          | José Miguel Corrales Bolaños | Parti Nouvelle Patrie (PPN)               | 30 816       | 1,50         |             |             |
|                          | Carlos Luis Avendaño Calvo   | Parti Restauration nationale (PRN)        | 27 691       | 1,35         |             |             |
|                          | Justo Orozco Álvarez         | Parti du renouveau costaricien (PRC)      | 16 721       | 0,81         |             |             |
|                          | Óscar Andrés López Arias     | Parti Accessibilité sans exclusion (PASE) | 10 339       | 0,50         |             |             |
|                          | Sergio Mena Díaz             | Génération nouvelle (PNG)                 | 5 882        | 0,29         |             |             |
|                          | Héctor Monestel Herrera      | Parti des travailleurs (PdT)              | 4 897        | 0,24         |             |             |
|                          | José Manuel Echandi          | Parti Avancement national (PAN)           | 4 388        | 0,21         |             |             |
|                          | Walter Muñoz Céspedes        | Parti de l'intégration nationale (PIN)    | 3 042        | 0,15         |             |             |
|                          |                              |                                           |              |              |             |             |
| Suffrages exprimés       | Suffrages exprimés           | Suffrages exprimés                        | 2 055 472    | 97,92        | 1 720 921   | 98,95       |
| Votes blancs et nuls     | Votes blancs et nuls         | Votes blancs et nuls                      | 43 747       | 2,08         | 18 314      | 1,05        |
| Total                    | Total                        | Total                                     | 2 099 219    | 100          | 1 739 235   | 100         |
| Abstention               | Abstention                   | Abstention                                | 979 102      | 31,81        | 1 339 086   | 43,50       |
| Inscrits / participation | Inscrits / participation     | Inscrits / participation                  | 3 078 321    | 68,19        | 3 078 321   | 56,50       |